# Rosemarie Köhn
Rosemarie Köhn (Rathenow, Brandeburgo; 20 de octubre de 1939 - Hamar, Noruega, 30 de octubre de 2022) fue una teóloga luterana noruega. Obispa emérita de Hamar. Fue obispa de Hamar (1993-2006), siendo la primera mujer en alcanzar ese cargo en la Iglesia de Noruega.

## Biografía
Rosemarie Köhn era hija de padre alemán y madre noruega. Pasó sus primeros años en Alemania, pero a finales de la década de 1940 se mudó a Noruega. Ahí estudió teología y recibió el título de candidata theologiæ en 1966. En 1969 fue ordenada pastora de la Iglesia de Noruega por el obispo Per Lønning de Borg.
Trabajó como profesora adjunta de hebreo en la Universidad de Oslo entre 1967 y 1977 y fue asistente de Teología del Antiguo Testamento de 1968 a 1970, especialidad que cursó becada hasta 1975. En 1976 fue nombrada lectora universitaria en el Instituto de Historia Religiosa y Conocimiento del Cristianismo, donde impartió clases de pastoral y homilética. En 1989 fue rectora del seminario teológico de la Universidad de Oslo.
En 1993 fue nombrada por el rey, reunido con su consejo eclesiástico, como la primera mujer que ejercía el obispado de Hamar. Como obispa, se alineó en el sector más liberal de la Iglesia de Noruega y realizó ordenaciones de sacerdotes abiertamente homosexuales, lo que le originó severas críticas en algunos sectores de la sociedad y la misma Iglesia.
En 2004 el rey Harald V la nombró comendadora de la Orden de San Olaf.
En 2006, cuando alcanzó la edad de jubilación, decidió retirarse como obispa anteponiendo motivos de salud: padecía hipertensión y había sufrido algunos accidentes cerebrovasculares. Se retiró a vivir con su pareja de hecho Susanne Sønderbo, una pastora luterana danesa.